# Parlamentswahl in Trinidad und Tobago 1976
Die Parlamentswahl in Trinidad und Tobago 1976 fand am 13. September 1976 statt. Bei dieser turnusmäßigen Wahl wurden alle Mitglieder des Repräsentantenhauses, das damals 36 Mitglieder umfasste, neu gewählt.

## Hintergrund
Diese Wahlen waren die ersten, nachdem in Trinidad und Tobago am 1. August 1976 eine neue Verfassung in Kraft getreten war, nach der Trinidad und Tobago eine Republik innerhalb des britischen Commonwealth ist. Im Gegensatz zu den vorangegangenen Wahlen von 1971, die von den wichtigsten Oppositionsparteien boykottiert worden war und somit das People’s National Movement (PNM) alle Sitze erhielt, waren bei dieser Wahl neun politische Parteien und eine Reihe unabhängiger Kandidaten angetreten. Unter diesen waren vor allem die neu gegründete linke United Labour Front (ULF) und der Democratic Action Congress.

## Wahlergebnis
Die PNM konnte bei dieser Wahl 24 Sitze erringen. Diese Anzahl erreichte sie auch im Jahr 1966 bei den letzten vollständigen Wahlen. Der Democratic Action Congress gewann die beiden Sitze von Tobago. Das neue PNM-Kabinett von Eric Williams, der bereits seit 1956 Premierminister war, wurde am 22. September 1976 vereidigt.
| Partei                           | Sitze |
| -------------------------------- | ----- |
| People’s National Movement (PNM) | 24    |
| United Labour Front (ULF)        | 10    |
| Democratic Action Congress       | 2     |